# Mutacions conductores
Una mutació conductora és aquella que confereix un avantatge a la cèl·lula cancerosa i que probablement se selecciona dins del microentorn del teixit dins del qual sorgeixen les cèl·lules neoplàsiques. Una mutació conductora pot no trobar-se als estadis finals d'un càncer, però se selecciona en algun punt del llinatge durant el desenvolupament neoplàsic. Acostumen a donar-se entre 5 i 8 per tumor. Es diferencien de les "mutacions passatgeres" pel fet que aquestes últimes apareixen en cèl·lules sanes i canceroses, de manera que no determinen el desenvolupament d'un càncer i no tenen cap efecte en el comportament de les cèl·lules tumorals.